# Reiner Brach (Unternehmen)
Die Reiner Brach GmbH & Co. KG war ein seit September 2017 in Insolvenz befindlicher und anschließend liquidierter Stahlhersteller und -händler mit Sitz in Bremen. 
Gegründet wurde das Familienunternehmen 1970 von Reiner Brach in Mülheim an der Ruhr. Der Hauptsitz war seit 2008 in Bremen. Vertretungen hatte das Unternehmen unter anderem in Frankreich, Indien, Italien, Finnland und den USA.
Die Produkte fanden zum Beispiel Verwendung im Maschinenbau und Schiffbau sowie in der Offshore-Industrie.

## Geschichte
1970 gründete Reiner Brach in Mülheim an der Ruhr einen Stahlgroßhandel.
1985 übernahm er das Blockwalzwerk der Klöckner-Werke AG in Bremen mit 25 Mitarbeitern in der Fertigung und weiteren 29 Mitarbeitern im Stahlgroßhandel.
1996 gründete Brach auf dem Gelände von Arcelor/EKO in Eisenhüttenstadt einen zweiten Produktionsstandort für Blockguss.
1999 wurde das Tochterunternehmen Reiner Brach Profiles & Components GmbH & Co. KG gegründet. Hier fand die Fertigung komplexer Brennteile statt.
2003 beschäftigte Brach über 200 Mitarbeiter.
2004 übertrug der Firmengründer Brach die Geschäftsführung an seinen Sohn Stefan Brach.
2005 erhielt das Unternehmen durch die Gründung der American Steelmasters Ltd. in Houston/USA einen eigenen Vertriebszweig für den nordamerikanischen Markt.
2008 zog die Verwaltung von Mülheim an der Ruhr in den Neubau in Bremen.
2013 zog der Gießbetrieb aus Eisenhüttenstadt nach Bremen.
2014 wurde der Neubau des hauseigenen Labors RB LAB eingeweiht. Im selben Jahr übertrug Stefan Brach die Geschäftsführung an Andreas Mansch.
Durch Beschluss der beiden Gesellschafter Stefan Brach und Dominic Brach hat das Unternehmen Ende März 2016 die Produktion eingestellt und eine geordnete Liquidationsphase eingeleitet. Infolgedessen wurden alle Mitarbeiter ohne gesonderten Sozialplan entlassen.
Zum Juli 2017 übernahm Lutz C. Abram die Aufgabe als Geschäftsführer / Liquidator, um den Assetverkauf samt Verwertung fortzuführen. Nach Intervention der beteiligten Banken ohne gegenseitige Einigung stellte Lutz Abram im September 2017 einen Antrag für ein vorläufiges Insolvenzverfahren.

## Prozesse und Produkte

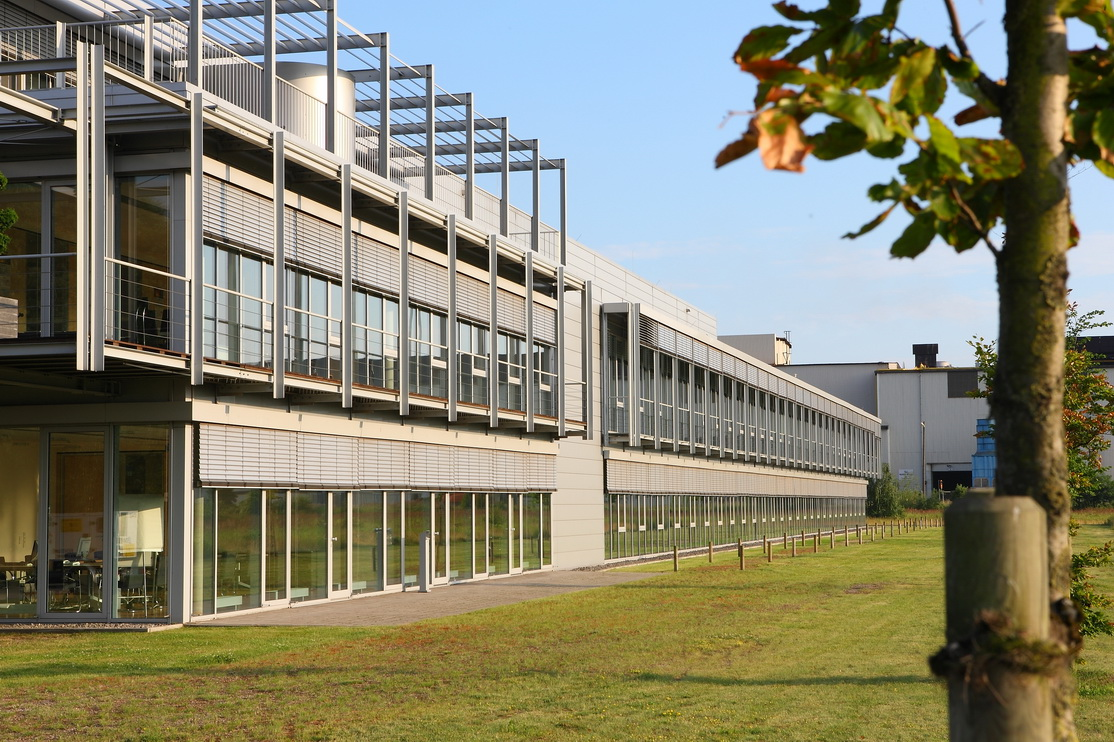
Verwaltungsgebäude in Bremen

In den folgenden Prozessen lagen die Arbeitsschwerpunkte der Reiner Brach GmbH & Co. KG:
- Gießen im Blockgussverfahren
- Warmwalzen und Richten mit Rollenrichtanlagen
- Brennschneiden
- Wärmebehandlung (u. a. Normalisieren, Spannungsarmglühen, Vergüten)

Produziert wurden unter anderem:
- Brammen
- Bleche
- Brennteile
- Flachprodukte mit Dicken von 40 mm bis 800 mm, Breiten bis 2850 mm und Längen bis 15000 mm. Wobei die Kernkompetenz im dicken Blechbereich ab 80 mm aufwärts liegt.

Eine Besonderheit waren die eigenentwickelten Markenstähle des Unternehmens:
- Der RBoffshore 355 ist ein vergüteter Feinkorn-Baustahl (Offshore-Stahl) für große Blechdicken (zwischen 80 und 360 mm). Er wird bei Windparks, Ölplattformen oder im allgemeinen Offshore-Bau eingesetzt.
- Der RB 400HB verfügte über einen hohen Verschleißwiderstand bei ausreichenden Verarbeitungseigenschaften. Anwendungsbereiche sind Zerkleinerungsanlagen, Formwerkzeuge und Kransegmente.

Die Produkte des Unternehmens wurden in den folgenden Bereichen verarbeitet:
(Schwer-)Maschinenbau, z. B. Pressen, Werkzeuge, Windkraftanlagen
- Druckbehälter, z. B. Kraftwerke, Reaktoren
- Energieversorgung, z. B. Generatoren, Turbinen
- Bauindustrie, z. B. Brücken- und Tunnelbau, Kransegmente
- Schmiedeindustrie, z. B. Rohblöcke zur weiteren Verarbeitung
- Offshorebauwerke und Schiffbau, z. B. Spezialteile für Gastanker sowie Jack-up-Vorrichtungen und Turrets für Spezialschiffe

## Standorte
Die Reiner Brach GmbH & Co. KG hatte ihren Hauptsitz in Bremen.